# Toshiro Nomura
| (4106) Nada                          | 6 de marzo de 1989       | [ 1 ] |
| (4797) Ako                           | 30 de septiembre de 1989 | [ 1 ] |
| (5401) Minamioda                     | 6 de marzo de 1989       | [ 1 ] |
| (5685) Sanenobufukui                 | 8 de diciembre de 1990   | [ 1 ] |
| (5737) Itoh                          | 30 de septiembre de 1989 | [ 1 ] |
| (5872) Sugano                        | 30 de septiembre de 1989 | [ 1 ] |
| (5881) Akashi                        | 27 de septiembre de 1992 | [ 1 ] |
| (6155) Yokosugano                    | 11 de noviembre de 1990  | [ 1 ] |
| (6557) Yokonomura                    | 11 de noviembre de 1990  | [ 1 ] |
| (7178) Ikuookamoto                   | 11 de noviembre de 1990  | [ 1 ] |
| (8892) Kakogawa                      | 11 de septiembre de 1994 | [ 1 ] |
| (9580) Tarumi                        | 4 de octubre de 1989     | [ 1 ] |
| (10318) Sumaura                      | 15 de octubre de 1990    | [ 1 ] |
| 1. con K. Kawanishi 2. con M. Sugano |                          |       |

Toshiro Nomura (野村 敏郎, Nomura Toshirō , nacido en 1954) es un astrónomo japonés y codescubridor de 13 asteroides junto con los astrónomos Koyo Kawanishi y Matsuo Sugano.
También es profesor de ciencias de la Tierra en la escuela secundaria Nada. El asteroide (6559) Nomura, ubicado en el cinturón principal , lleva su nombre en su honor.